# 平成15年度全国高等学校総合体育大会
平成15年度全国高等学校総合体育大会（へいせい15ねんどぜんこくこうとうがっこうそうごうたいいくたいかい）は、2003年（平成15年）8月から2004年（平成16年）2月にかけて行われた全国高等学校総合体育大会である。
実施32競技のうち、28競技による夏季大会が2003年7月28日 - 8月24日を開催期間として長崎県で、冬季大会の4競技が競技種目ごとに下記開催地および開催期間にてそれぞれ実施された。

## 夏季大会
夏季大会は、2003年7月28日から同年8月24日まで長崎県などで開催された。ただし水泳（飛込）のみ佐賀県佐賀市で開催。大会愛称は2003年長崎ゆめ総体、大会スローガンは「長崎が 君の鼓動で 熱くなる」。総合開会式は7月28日に長崎市総合運動公園かきどまり陸上競技場で行われた。皇太子徳仁親王臨席。

## 冬季大会

### ラグビーフットボール大会
ラグビーフットボール大会は、第83回全国高等学校ラグビーフットボール大会として2003年12月27日 - 2004年1月7日に大阪府東大阪市の花園ラグビー場、花園中央公園多目的球技広場で開催された。